# Tomie Nishimura
Tomie Nishimura, född 1933, är en japansk före detta bordtennisspelare och världsmästare i dubbel och lag. 
Hon spelade sitt första och enda bordtennis-VM 1952 och tog då 2 guldmedaljer.
När hon tillsammans med sin dubbelpartner Shizuki Narahara vann mot regerande världsmästarna, syskonen Diane och Rosalind Rowe, med 3-0 i set blev de de första mästarna i damdubbel som inte kom från Europa.

## Meriter
- Bordtennis VM
  - 1952 i Bombay
    - kvartsfinal singel
    - 1:a plats dubbel (med Shizuki Narahara)
    - 1:a plats med det japanska laget

- Asian Championship TTFA
  - 1953 i Tokyo
    - kvartsfinal singel
    - 1:a plats dubbel
    - 2:a plats mixed dubbel
    - 1:a plats med det japanska laget